# 布勒耶 (默兹省)
布勒耶（法語：Boureuilles，法語發音：[buʁœj]）是法国默兹省的一个市镇，属于凡尔登区。

## 地理
布勒耶（49°11'47"N, 5°2'33"E）面积21.33 平方千米，位于法国大東部大區默兹省，该省份为法国西北部内陆省份，北与比利时接壤，西接马恩省和阿登省，南至上马恩省和孚日省，东临默尔特-摩泽尔省。
与布勒耶接壤的市镇（或旧市镇、城区）包括：维埃纳堡、谢皮、拉沙拉德、阿戈讷地区讷维利、阿戈讷地区瓦雷讷、沃夸。

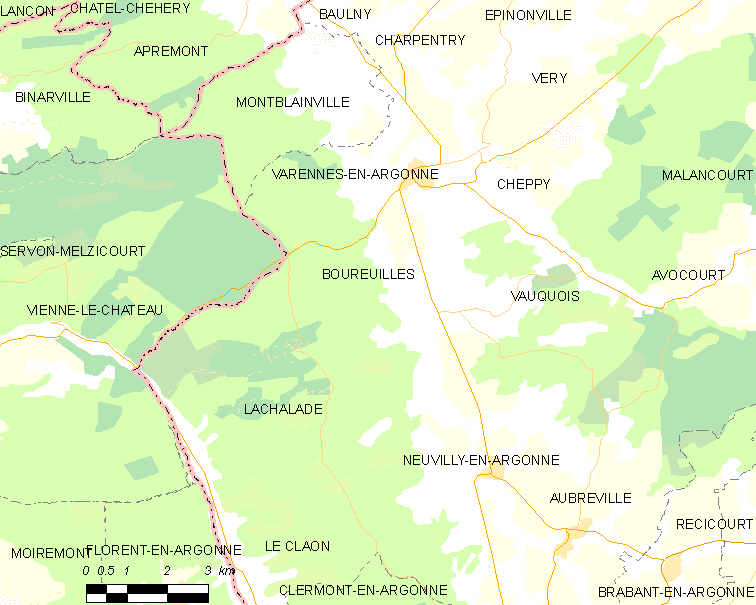
的OSM定位图

布勒耶的时区为UTC+01:00、UTC+02:00（夏令时）。

## 行政
布勒耶的邮政编码为55270，INSEE市镇编码为55065。

## 政治
布勒耶所属的省级选区为阿戈讷地区克莱蒙县。

## 人口

1962-2008年间人口变化图示

布勒耶于2022年1月1日时的人口数量为117人。